# 盧托湖
53°18′5″N 13°12′2″E / 53.30139°N 13.20056°E
盧托湖（德語：Lutowsee），是德國的湖泊，位於該國東北部，由梅克倫堡-前波美拉尼亞州負責管轄，處於梅克倫堡湖區縣，長2公里、寬0.3公里，面積0.53平方公里，海拔高度65.8米。